# 티니언섬

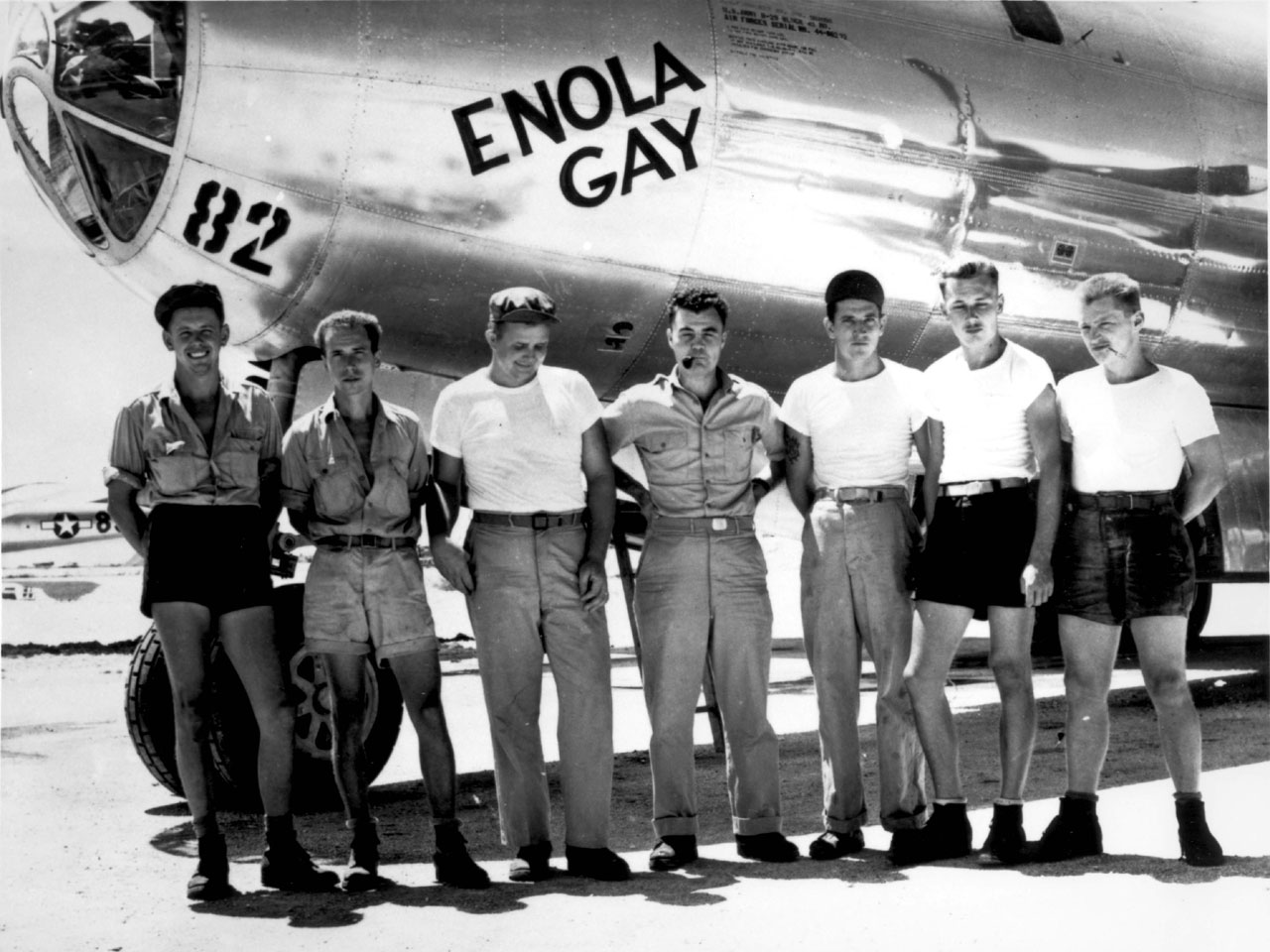
에놀라 게이의 탑승자들

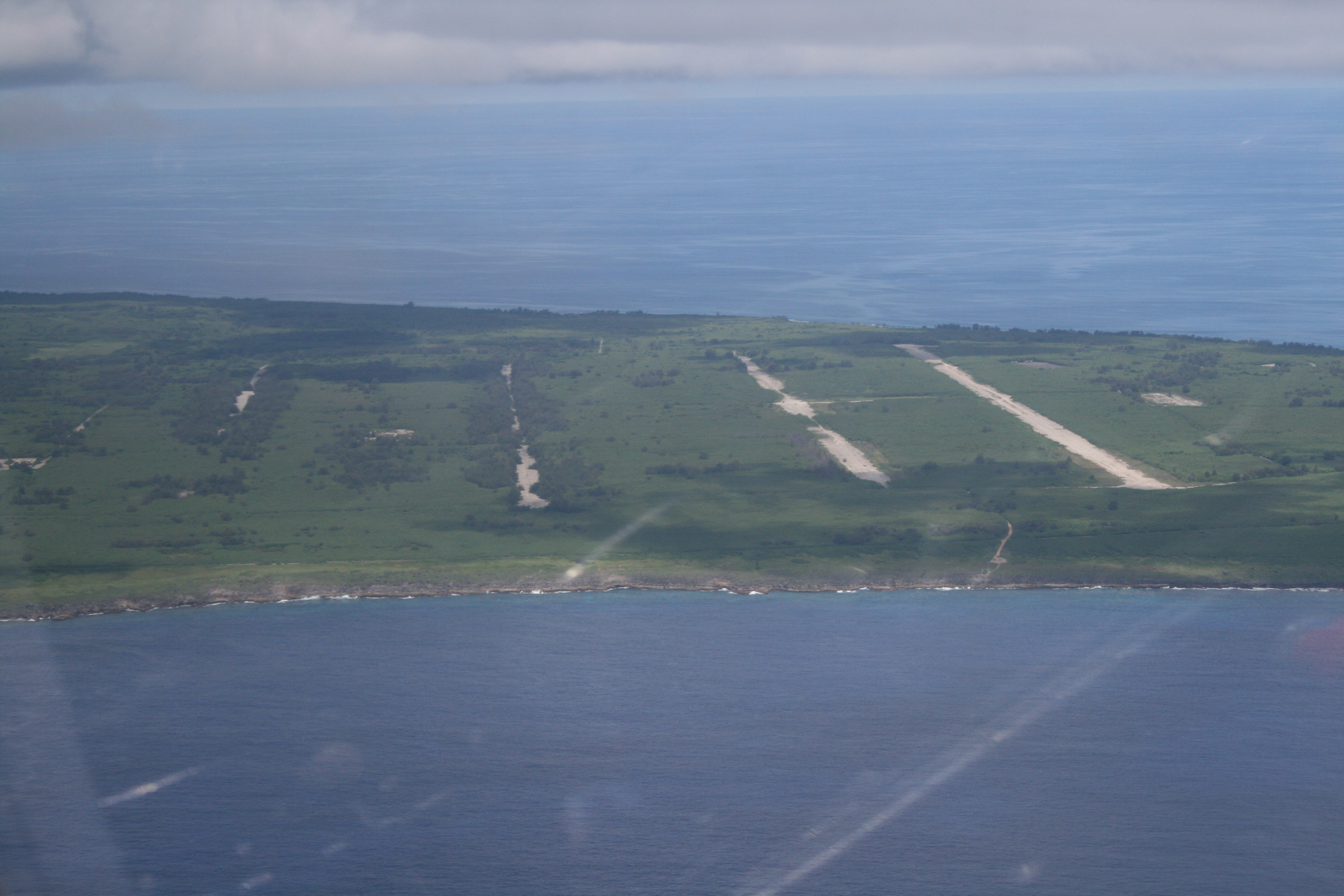
에놀라 게이가 이륙한 티니언 노스 필드 비행장

티니안섬(Tinian) 또는 티니언섬은 미국 자치령인 북마리아나 제도의 섬으로 괌 섬 북쪽 160 km에, 사이판에서 약 8km 떨어진 곳에 위치해 있다.
보잉 B-29 슈퍼포트리스 폭격기인 에놀라 게이가 티니언에서 원자폭탄을 탑재하고 이륙, 2531 km 떨어진 일본 히로시마에 투하했다. 세계 최초의 핵공격이었다. 농축우라늄탄인 리틀 보이가 사용되었다.

## 역사

### 선사시대~스페인 통치기
티니안 섬은 한때 원주민인 차모로인들이 자급 자족을 하며 생활하고 있었다. 마리아나 제도가 서양인들에게 발견된 것은 1521년 마젤란의 세계 일주 항해 때였다. 이때 마젤란은 괌에 상륙하여 로타를 관측했지만 티니안에는 방문하지 않았다.
140년 후인 1668년 6월 16일, 가톨릭 사제로 예수회 선교사 디에고 루이스 데 산비토레스(Diego Luis de Sanvitores) 등 5명이 괌에 상륙해 기독교 포교를 시작했다. 산비토레스는 마젤란에 의해 라도로네스 제도(라도로네스는 스페인어로 ‘도둑’이라는 뜻)라고 이름 붙여진 섬들을 마리아나 제도(스페인 카를로스 2세의 왕비 마리아 아나의 이름을 따서)라고 명명했다. 처음 포교 활동은 순조로웠지만, 선교사가 주민의 구습에 간섭하게 되고 나서 주민들 사이에서 불만이 높아져 1670년에 루이스 데 메디나(Luis de Medina)가 살해되고, 산비토레스도 괌에서 살해되었다.
스페인의 지배가 확립된 후 1695년에 스페인은 섬 전체 인구를 괌에 강제 이주시켜 티니안은 무인도가 되었다. 19세기 중반부터 스페인에 의해 섬은 소나 돼지가 방목되었다가 나중에 버려진 티니안은 야생화된 동물만 사는 섬으로 변해 버렸다.

### 독일 통치기
스페인-미국 전쟁에서 스페인이 패배를 당한 후, 1899년, 스페인은 티니안을 포함한 북마리아나 제도의 지배권을 450만 달러에 독일에 매각했다.
독일의 사이판 청은 티니안에서 야생화된 동물을 활용하기 위해, 햄 공장을 건설하지만 결국 실패로 끝났다. 그 다음은 주 1회, 사이판에서 고용한 사냥꾼만 파견했다. 티니안에서 얻은 소나 돼지는 사이판산 소나 돼지의 3분의 1에 거래되고 섬 사람들의 육식원이 되었다.

### 일제 통치기
제1차 세계 대전에서 독일이 패배하자 통치권은 일본 제국에 넘어갔다. 1920년에는 국제 연맹에서 정식으로 일본의 위임통치령이 된다. 일본 통치 하에서 티니안에서 처음으로 본격적인 개발이 이루어졌고, 1916년 11월에 처음으로 일본인 4명과 사이판섬 20여 명이 이주하여, 산림 벌채와 개간을 했다. 티니안의 개발을 맡은 말기 상회는 마리아나 제도 북부 파간섬과 아그리한섬에서 야자수 10만 그루를 심어, 야자 재배가 시작되었다.
그 후 1918년 2월 22일 야마가타현 출신의 일본인 100여명과 사이판, 로타의 두 섬 사람 300여명이 티니안으로 이주하였다. 그들은 먼저 해안 송송 지역에서 내륙의 마루포 지구 사이의 숲을 벌채하고 연결 도로를 개통시킨 후 숲을 개간하고 야자 재배를 시작했다. 그러나 회사의 처우에 불만을 품은 이민자들은 1918년 말에 파업을 일으켰다. 결과적으로 파업은 성공했지만 이때까지 30여명의 일본인이 섬을 떠나게되었다.
한편, 식수된 야자 10만 그루 중 6만 7 ~ 8천개를 심는 데 성공했지만, 1919년 초반에 해충(이세리어 패각충)이 들끓었고, 6월에 큰 가뭄이 잇따라 티니안 농산물은 야자뿐만 아니라 섬 사람들과 이민자들의 음식이 되는 바나나와 빵나무에 이르기까지 모든 전멸했다. 그 결과, 티니안의 개발을 하청 받은 키타 합명 회사(말기 상회)가 1918년에는 파산하고 일본에서 온 이민자 수십 명이 남아 내지(일본 제국 본토)나 사이판으로 옮겨갔다.
1926년에 새로 티니안의 개발을 맡은 난요코하추 주식회사(南洋興発株式会社)는 오키나와와 후쿠시마, 야마가타 등에서 이민을 모아 야자 대신 설탕이나 커피, 면화의 생산을 시작했다. 그 결과, 쇼와 초기에 티니안의 설탕 생산량은 대만에 이어 동양에서 두 번째로 많은 생산량을 기록하기도 했다. 그 외에도 섬에서는 가다랭이 잡이가 성업을 이루어, 섬에는 가다랭이 공장도 있었다.
1944년 6월 당시 인구는 일본인 15,700명의 민간인(조선인 2,700명 포함), 차모로 인 26명이었다. 수백명이 포화로 목숨을 잃거나, 자살하거나, 미국에 포로로 잡히지 않기 위해 사살당했다.

### 태평양 전쟁
태평양 전쟁 동안 섬 북부에 당시 남양 군도에서 가장 큰 공항이었던 하고이 비행장(ハゴイ飛行場)이 있었기 때문에, 일본군의 중요한 기지가 되었고, 주둔한 군인은 육해군을 합해 약 8,500명에 달했다.
미군은 티니안의 전략적 가치에 주목하였고, 1944년 7월 24일 북부 츄로 해안으로 상륙하여 8월 2일에 이 섬을 점령 했다(티니안 전투). 그 후 하고이 비행장을 확장, 정비하여 섬의 동부에는 웨스트 필드 비행장(현 티니안 국제공항)을 건설하여 본격적으로 일본 본토 공습할 기지로 삼았다.
1944년 11월 이후, 연일 일본으로 출격하는 B-29가 이 섬에서 이륙했다. 1945년, 8월 6일 히로시마에, 8월 9일에는 나가사키에 원자폭탄을 투하하는 B-29도 이곳에서 출격하게 된다.

### 전후
1947년 괌을 제외한 북마리아나 제도는 미국의 신탁통치령이 되었다. 1948년에는 사이판과 로타섬, 야프섬으로 차모로인과 카로리니안 약 400명이 다시 이주를 하였고, 1950년대에 현재의 티니안의 중심지인 산호세를 건설했다.
1986년에 연방인 북마리아나 제도의 일원이 되었다. 현재 인구는 약 3,500명으로 알려져 있지만, 이 수치는 마지막으로 인구 조사를 실시했을 때의 것이며, 최근에는 고유가의 영향으로 섬을 떠나는 사람도 많기 때문에 실제 인구는 2,500명 정도이다. 이중 절반정도가 한국계인데 강제로 끌려온 조선인 징용자의 후손이기 때문이다.

## 관광

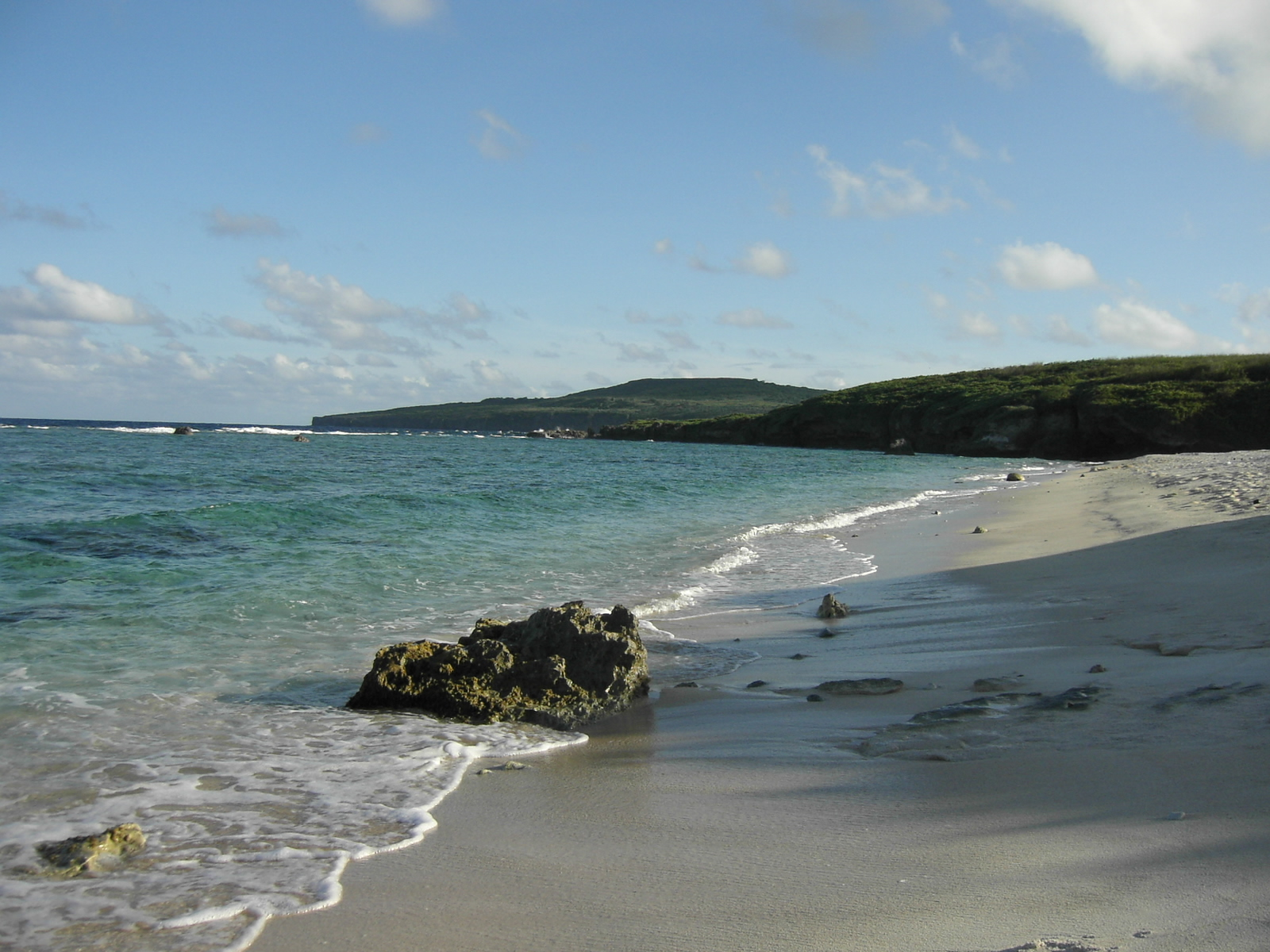
해안1

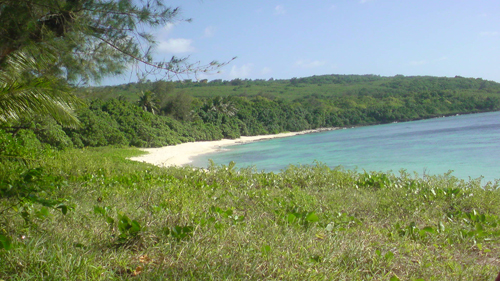
해안2

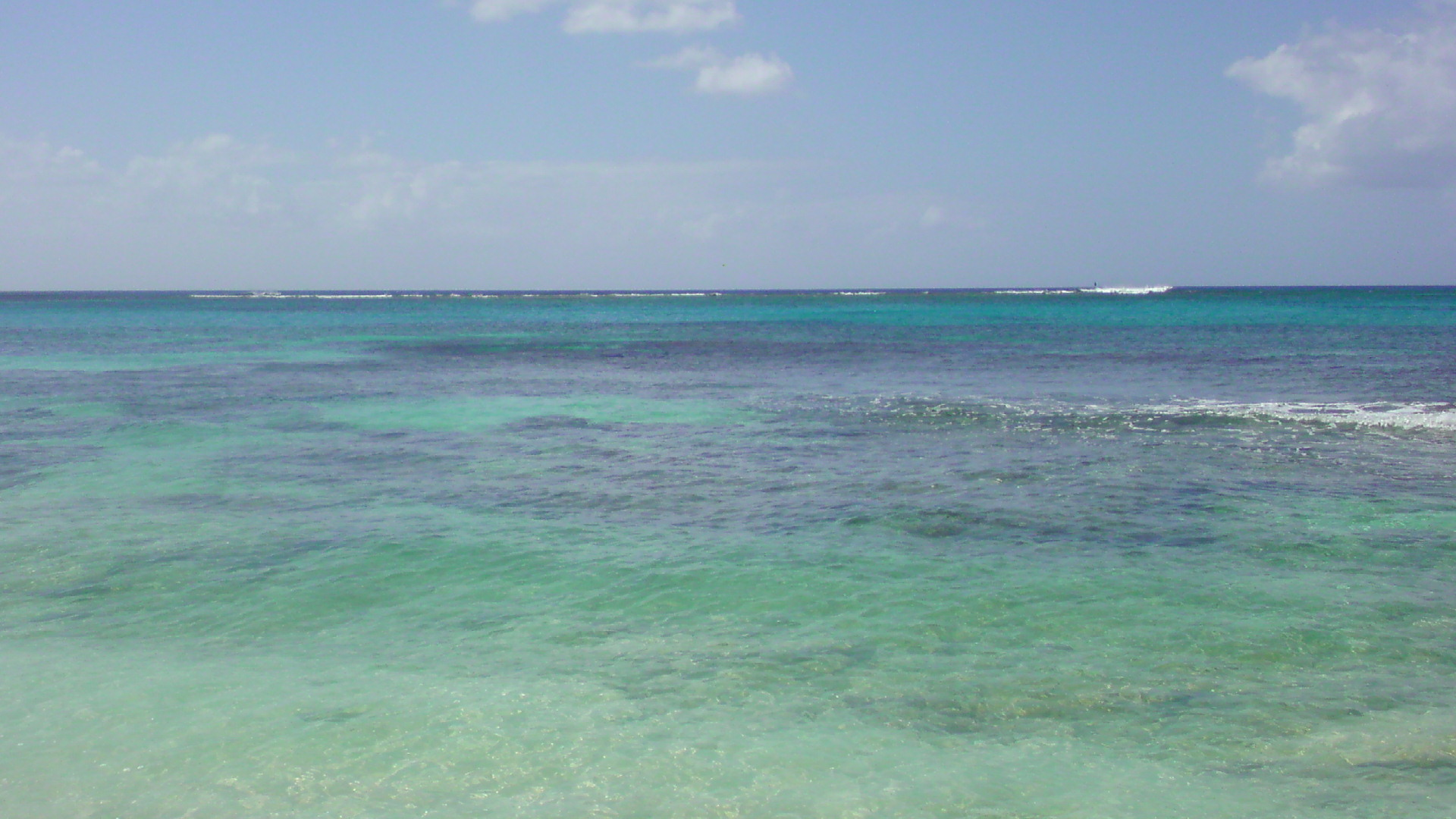
해안3

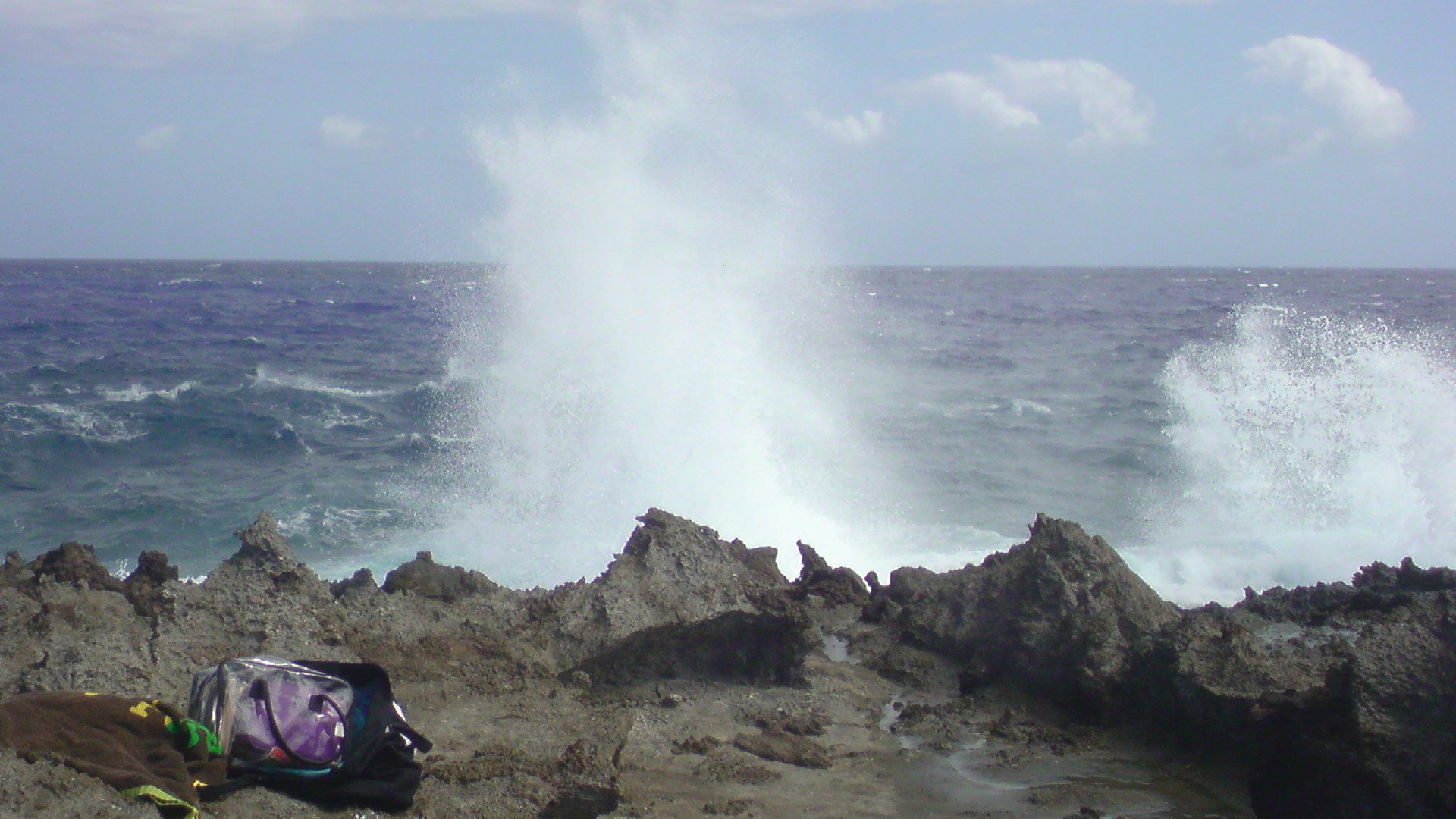
블로우 홀(물총 해안)

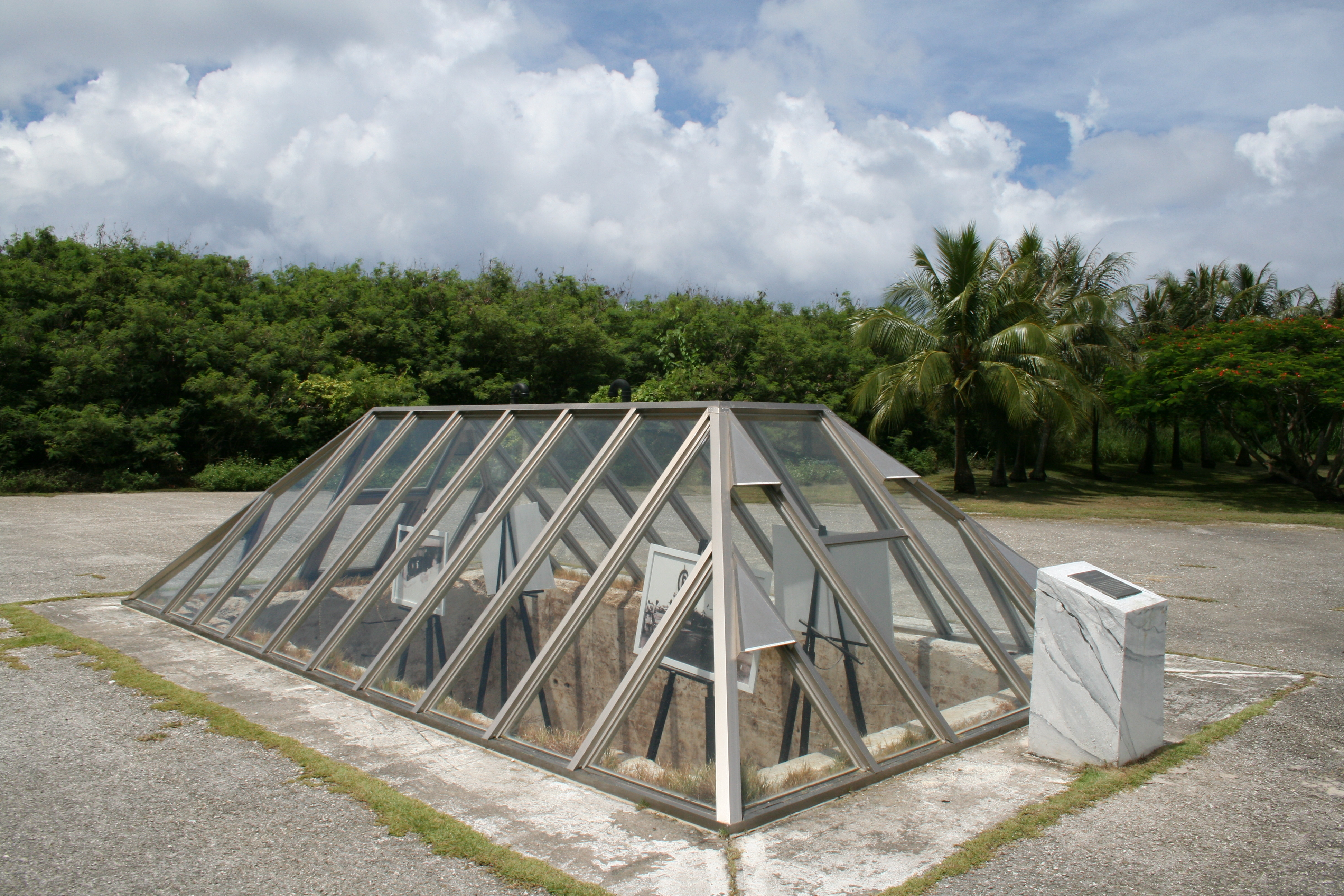
원자폭탄 적하장

섬 전체에 관광 명소가 산재해 있지만, 남서부 산호세가 주요 관광지로 인기가 높고, 타가 추장의 집과 티니안 비치, 타가 비치, 출루 비치, 치겟 비치, 케머 비치, 석회석 숲의 오솔길 등이 있다. 특히 이 지역의 해변에서 바다 거북을 볼 수 있어 인기가 높고 세계에서도 손꼽히는 아름다움을 자랑하는 바다는 투명도가 80m로, 사이판, 마나가하섬에 필적할 정도의 높은 수질로 인해 다이빙과 스노클링에 적합하다. 그러나 사이판에 있는 것 같은 산호초 뿐만 아니라 파도가 높은 곳이 많다. 해변에는 사람이 별로 없기 때문에 매우 조용하고 전용 해변처럼 사용할 수 있기 때문에, 자유롭게 바베큐를 즐기는 사람들의 모습도 보인다.
티니안 섬의 형상이 뉴욕의 맨해튼섬을 닮아 있기 때문에, 섬의 도로에는 ‘브로드웨이’나 8‘번가’처럼, 티니안을 점령한 미군에 의해 뉴욕 거리를 따서 붙은 이름이 많다. 섬의 산책 길에는 NKK 신사의 큰 도리이나 일본군 사령부 방공호가 남아 있는 등 일본 통치와 태평양 전쟁의 역사도 엿볼 수 있다.
티니안 중심에 목초가 풍부한 언덕은 북마리아나 제도에서 가장 큰 목장인 MDC 목장이 있다. 섬의 3분의 1의 면적을 차지하는 광대한 목장에는 수천 마리의 젖소와 육우가 방목되고 있다. 이전에는 일본의 오디오 메이커의 선구자가 경영하고 있었지만, 광우병 문제로 목장이 도산하여 그 규모는 축소되었다.

### 주요 관광지
- 자살 절벽

태평양 전쟁 말기 1944년 미국에게 포로로 잡히지 않기 위해 일본군들이 뛰어 내린 절벽이다. 사이판의 만세 절벽과 매우 유사하다.
- 타가 유적

마리아나 제도에서 가장 큰 고대 타가 왕조의 유적이다. 북마리아나 제도의 국기 디자인이 된 타가 스톤이 즐비하게 늘어서 있다.
- 타가 비치

고대 타가 왕조 시대 왕실 전용 물놀이 장이었다고 알려져 있다. 깎아 지른 바위로 둘러싸인 하얀 모래 해안에는 전용 해변의 정취를 맛볼 수 있다.
- 블로우 홀(물총 해안)

티니안 섬 북동쪽에 있는 산호초로 이루어진 바위 암벽에 복잡한 구멍이 뚫려있어 파도가 밀려 들 때마다 물이 10m 가까이 솟아 오른다.
- 티니안 그로토

사이판 그로토와 마찬가지로 다이빙이 가능한 해저 동굴. 수심 10m에서 20m로 다양한 열대어가 서식하고 있다.
- 산호세 교회 종탑

산호세 교회의 정원에 자리 잡고있는 17세기 말 스페인 통치 시대의 종탑이다. 높이 20m 정도의 종루에는 태평양 전쟁에서 입은 포탄의 흔적이 많이 보인다. 현재는 티니안의 상징으로 '벨 타워'라고 한다.
- 스미요시 신사 (천인안 신사)

일제 시대에 창건된 신사로 태평양 전쟁 중에 파괴되었으나 전후에 재건되었다.
- NKK 신사

일제 시대의 신사 터에 큰 도리이와 2개의 도리이가 남아 있다.
- 일본 해군 사령부 흔적

일본 해군의 첫 항공 함대 사령부가 놓여 있던 건물이다. 중후한 콘크리트 2층 건물로 태평양 전쟁 중 미군의 포격으로 훼손되었지만, 미군이 상륙 후 수축된 미군 시설로 사용되었다.
- 원자폭탄 적하장

1945년 8월에 히로시마, 나가사키에 투하된 원자폭탄 리틀보이와 팻맨을 탑재 한 지점이다. 하고이 비행장 활주로 북쪽에 터가 남아 있고, 삼각 지붕의 유리 시설에 기념비가 세워져 있다.